# Matheus Donelli
Matheus Planelles Donelli (ur. 17 maja 2002 w São Paulo) – brazylijski piłkarz pochodzenia włoskiego występujący na pozycji bramkarza, od 2020 roku zawodnik Corinthians.
Zdobywca Złotej Rękawicy dla najlepszego bramkarza Mistrzostwa Świata U-17 2019.